# Kikås

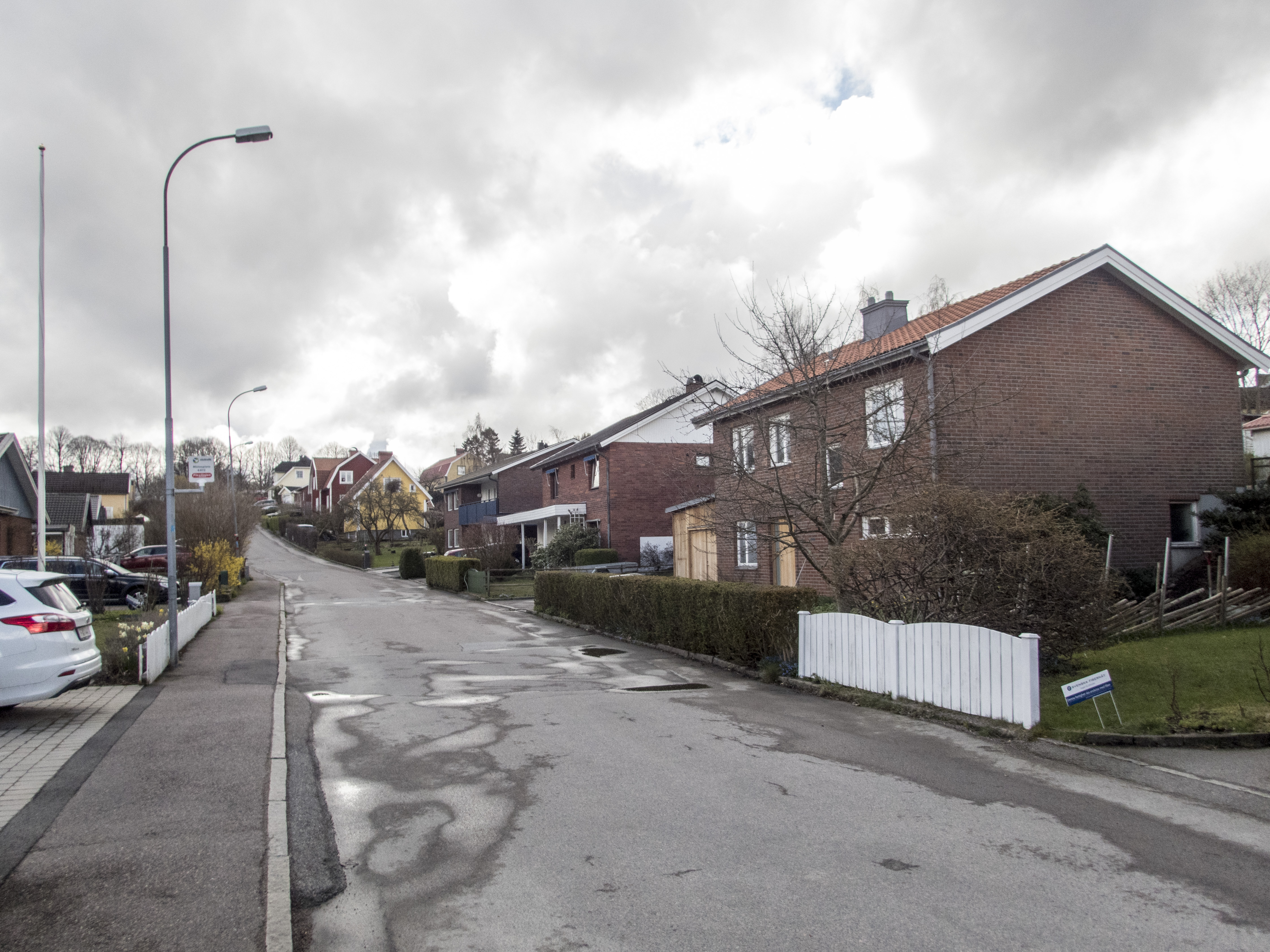
Bebyggelse kring Ejdergatan i Kikås

Kikås är ett område i mellersta delen av kommundelen Östra Mölndal (motsvarande Stensjöns distrikt). 
Kikås betecknar den höga åsen vid Stensjöns södra strand.
Insektshotellet som ligger vid Södra Långvattnet, numera benämnt Kikås Långvatten, är Sveriges största fristående insektshotell. För att öka den biologiska mångfalden fokuserar de på vildbin, fjärilar samt fåglar.

## Historia
Egnahemsbyggandet på Kikås kom igång i början av 1920-talet. Dessförinnan fanns det en del mindre boställen, vilka var utspridda över ett stort område. De första kikåsborna kom dit i slutet av 1800-talet.
Det första nybygget uppfördes år 1916, och sedan tillkom byggnader från 1918 och framåt. Under 1930-talet fortsatte villabyggandet och efter andra världskriget skedde en större utbyggnad under åren 1945–1949 vid Solvändan, Berghällsgatan och Rygatans del upp mot Kikåsgatan. Radhusen vid Alkegatan tillkom i slutet av 1950-talet.
Glasberget bebyggdes i början av 1980-talet och i slutet av årtiondet påbörjades byggandet av Hålstensområdet, där Hålstens mosse först fick dräneras.

## Kikås kyrkogård

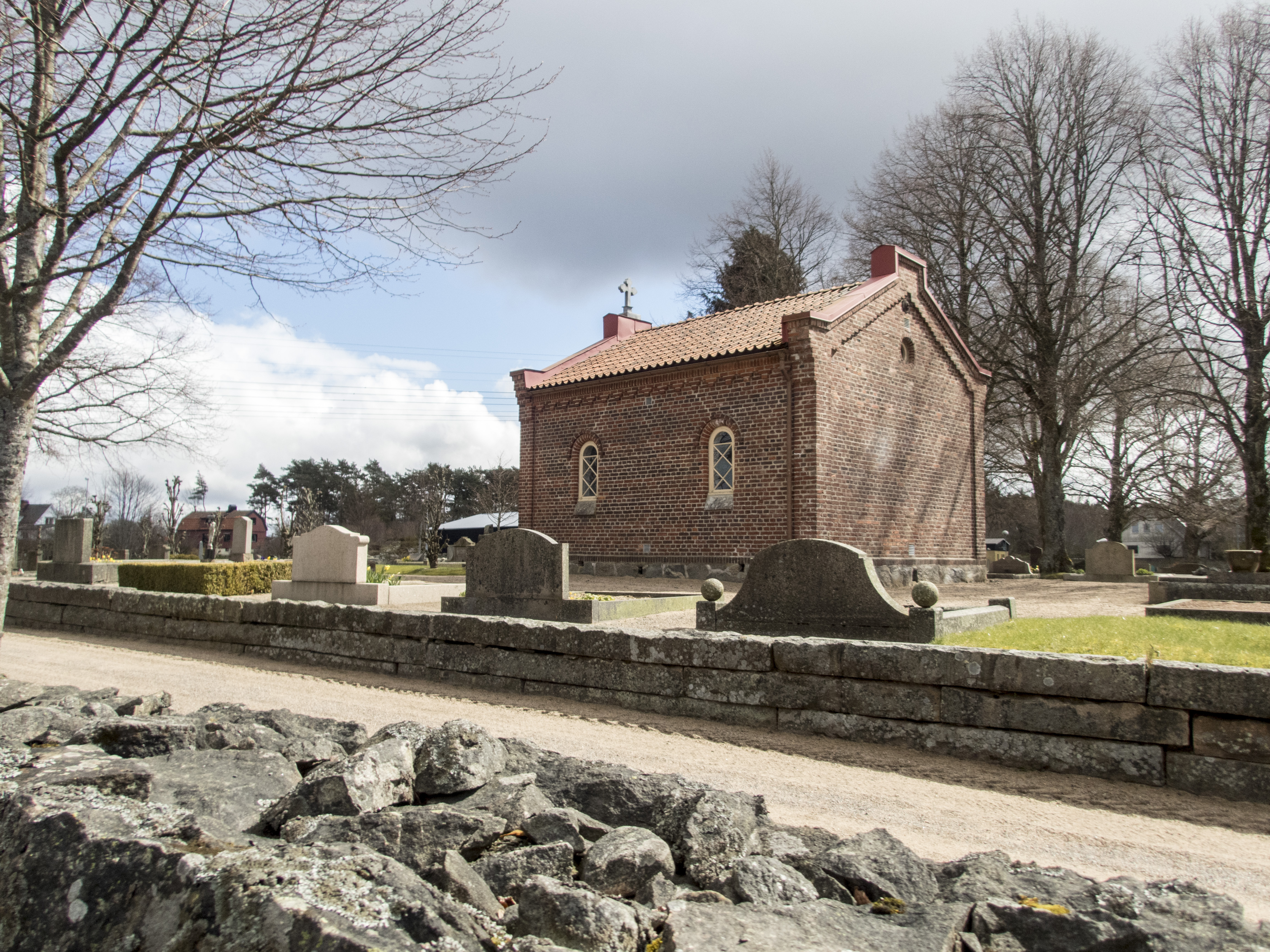
Det gamla kapellet

"Nya begravningsplatsen" omtalas år 1888 och på det gamla begravningskapellets gjutjärnskors finns årtalet 1887. Marken där kyrkogården anlades var tidigare betesmark och ägdes av en kvarnägare i Kvarnbyn. Kyrkogården utvidgades år 1948.
Det gamla begravningskapellet var i bruk till år 1937, då ett nytt i funkisstil uppfördes efter ritningar av arkitekten Ville Berglund. Kapellet byggdes ut och byggdes om år 1975. Altartavlan utfördes av mölndalskonstnären Axel Eriksson. Nuvarande altartavla är en ikontriptyk av ikonmålaren Erland Forsberg.
Klockstapeln på Kikås kyrkogård uppfördes år 1969.

## Folkets park och skyttebana
Omkring 1908–1909 anlades en dansbana på Kikås. Under åren mellan 1918 och 1945 låg en folkpark på samma plats vid Träsnidaregatan och Glasbergsgatan.
År 1899 anlades en skyttebana vid nuvarande Skyttegatan.

## Kikåstippen

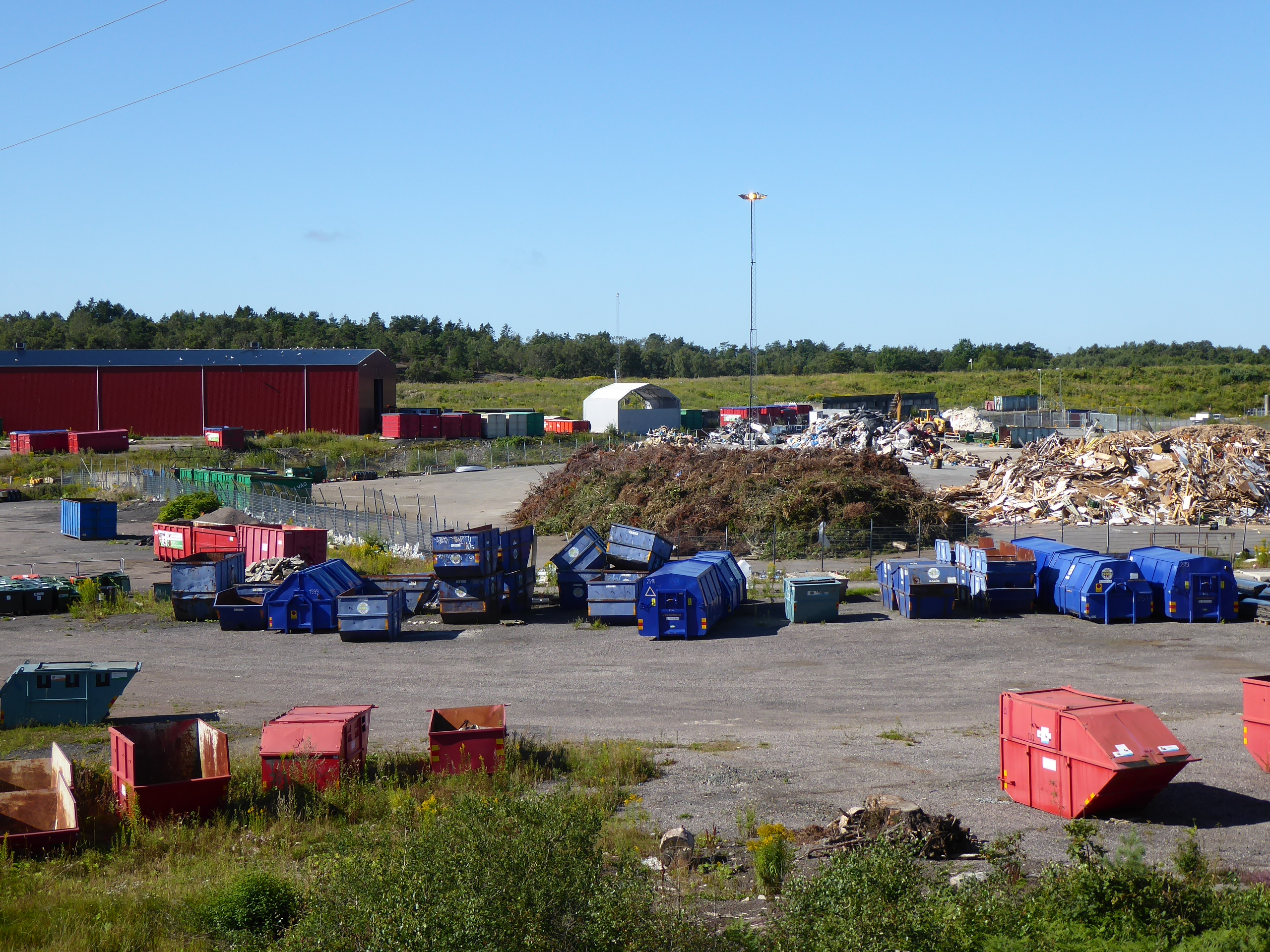
Kikås återvinningsanläggning från öst den 11 augusti 2022.

Kikåstippen började användas på 1930-talet, troligen år 1932, och anlades på Kikås mosse. Fram till i början av 1970-talet tippades även avfall, som idag klassas som farligt avfall, från bland annat SOAB, på Kikåstippen. Fram till 1972, då förbränningsanläggningen i Sävenäs invigdes, lades även hushållsavfall på tippen. Sedan 1985 finns en återvinningsanläggning på området.